# In a Special Way
In a Special Way é o terceiro álbum de estúdio do grupo DeBarge, lançado pela Gordy Records em 24 de setembro de 1983. Escrito e produzido por El DeBarge com composições adicionais de Mark, James e Bunny DeBarge. O álbum conseguiu o disco de ouro após o lançamento dos singles "Time Will Reveal" e "Love Me in a Special Way" (que tem o artista da Motown Stevie Wonder na gaita), que atingiu o número um das paradas da Billboard em R&B e adult contemporary. O álbum é memorável não somente por seus singles como faixas do disco como também " Stay with Me" e "A Dream" - em parte devido ao constante uso de samples destas faixas no hip-hop e R&B.  O álbum tem sido considerado um clássico por críticos no catálogo do grupo.

## Visão geral e gravação
O membro da banda Bunny DeBarge revelou que ao grupo foi dado completo controle criativo pois o fundador da Motown, Berry Gordy, gostava do som deles. Gordy também gostava do som da banda dos outros irmãos, o Switch - que também eram contratados da Motown - que o levou a assinar com o DeBarge. Originalmente se apresentando como um grupo gospel, os irmãos trocaram suas apresentações para música secular pois os selos de música gospel não sabiam como promovê-los. Após se mudarem para Los Angeles, o DeBarge assinou com um pequeno selo chamado Source Records- para grande desgosto de Bunny. Ela pediu ao CEO da gravadora para liberá-los do contrato, no qual ele foi obrigado. O irmão mais velho Bobby DeBarge marcou uma reunião com Jermaine Jackson e Hazel Gordy para contratá-los para a Motown pois Jermaine e Hazel eram também responsáveis por trazer o Switch para o selo. Por serem ainda contratados de outra gravadora na época, eles não podiam falar com o grupo, pois isso poderia ser visto como quebra de contrato. Após terem sido liberados da outra gravadora, o grupo se encontrou com Jackson e assinou com a Motown.
O grupo gravou seu álbum de estreia, The DeBarges, em 1981 e que falhou em atingir as paradas por falta promoção. As coisas mudaram para o grupo com o lançamento de seu segundo álbum, All This Love (1982), devido ao sucesso dos singles "I Like It" e a faixa-título. Voltaram ao estúdio em 1983 para gravar o disco seguinte: In a Special Way. Os irmãos gravaram o álbum com a promessa que cada um teria sua própria canção como intérprete. No fim, foi determinado que à cada membro do grupo seriam dadas duas canções para o álbum. De acordo com Bunny, In a Special Way levou poucos meses para ser gravado. A razão para isso é que foi dado ao grupo tempo para trabalhar nas canções antes do processo de gravação para saber em que direção estava indo o material.
Mark DeBarge foi inicialmente escalado para o vocal principal em "Stay With Me", embora ninguém localizasse seu paradeiro. Na época, a canção estava incompleta e o grupo esperava a entrada de Mark nos vocais. Ao final, Bunny e El foram forçados a completar a canção, com El tendo que fazer os vocais no último minuto. Bunny também gostou da canção "Need Somebody", mas soava melhor antes de ser mixada. Quando a faixa foi enviada para ser mixada, ela sentiu que "Need Somebody" perdeu muito durante o processo de mixagem - segundo ela a canção ficou "aguada". Bunny também revelou que "Love Me In a Special Way" foi originalmente concebida como uma canção gospel. O grupo queria revisitar material de seu álbum de estreia, o qual o grupo achava que tinha sido mau cuidado. Decidiram usar duas músicas daquele álbum: "Queen Of My Heart", que acabou sendo inclusa em In a Special Way, enquanto "Share My World" seria incluída no álbum seguinte, Rhythm of the Night (1985). A canção "I Give Up On You" foi escrita por James DeBarge juntamente com seu companheiro de gravadora Billy Preston e mais tarde gravada na casa de Preston.
O engenheiro de gravação Barney Perkins ficou particularmente apaixonada pela faixa que finaliza o álbum "A Dream" e tocou em todas ocasiões em que o grupo ia ao estúdio para gravar. Enquanto se aproximavam em finalizar o projeto, Berry Gordy impôs uma data limite para completarem o álbum.

## Musica e letras
De acordo com o jornal Lexington Herald-Leader, o material do álbum varia entre "balada e a dance music, em algum lugar entre o soul e o jazz."

## Faixas
| N.º | Título                       | Duração |  |
| 1.  | "Be My Lady"                 | 4:14    |  |
| 2.  | "Stay With Me"               | 3:45    |  |
| 3.  | "Time Will Reveal"           | 4:09    |  |
| 4.  | "Need Somebody"              | 4:45    |  |
| 5.  | "Love Me In a Special Way"   | 4:10    |  |
| 6.  | "Queen of My Heart"          | 3:35    |  |
| 7.  | "Baby, Won't Cha Come Quick" | 4:32    |  |
| 8.  | "I Give Up On You"           | 3:40    |  |
| 9.  | "A Dream"                    | 4:15    |  |

## Créditos

### DeBarge
- Bunny DeBarge:  vocais de apoio, compositor e arranjos rítmicos
- James DeBarge: vocais de apoio, compositor e arranjos rítmicos
- El DeBarge: vocais, vocais de apoio, teclados, arranjos rítmicos, produtor, compositor
- Randy DeBarge: vocais de apoio
- Mark DeBarge: vocais de apoio, compositor e arranjos rítmicos
- Bobby DeBarge: produtor associado, compositor, vocais

### Créditos adicionais
- Bunny Hull, Jim Gilstrap: Vocais de apoio
- Charles Fearing, Paul Jackson, Jr.: Guitarras
- Greg Phillinganes, Larry Van Nash: Teclados
- "Ready" Freddie Washington, James Jamerson, Jr., Nathan East: Baixo
- Harvey Mason, Leon "Ndugu" Chancler, Ricky Lawson: Bateria, percussão
- Stevie Wonder: Gaita

## Paradas
| Ano  | Álbum            | Posição nas paradas | Posição nas paradas |
| Ano  | Álbum            | US                  | US R&B              |
| ---- | ---------------- | ------------------- | ------------------- |
| 1983 | In a Special Way | 36                  | 4                   |

### Singles
| Ano  | Single                     | Posição nas paradas | Posição nas paradas | Posição nas paradas |
| Ano  | Single                     | US                  | US R&B              | Adult Contemporary  |
| ---- | -------------------------- | ------------------- | ------------------- | ------------------- |
| 1983 | "Time Will Reveal"         | 18                  | 1                   | 12                  |
| 1984 | "Love Me In A Special Way" | 45                  | 11                  | —                   |